# Tapti

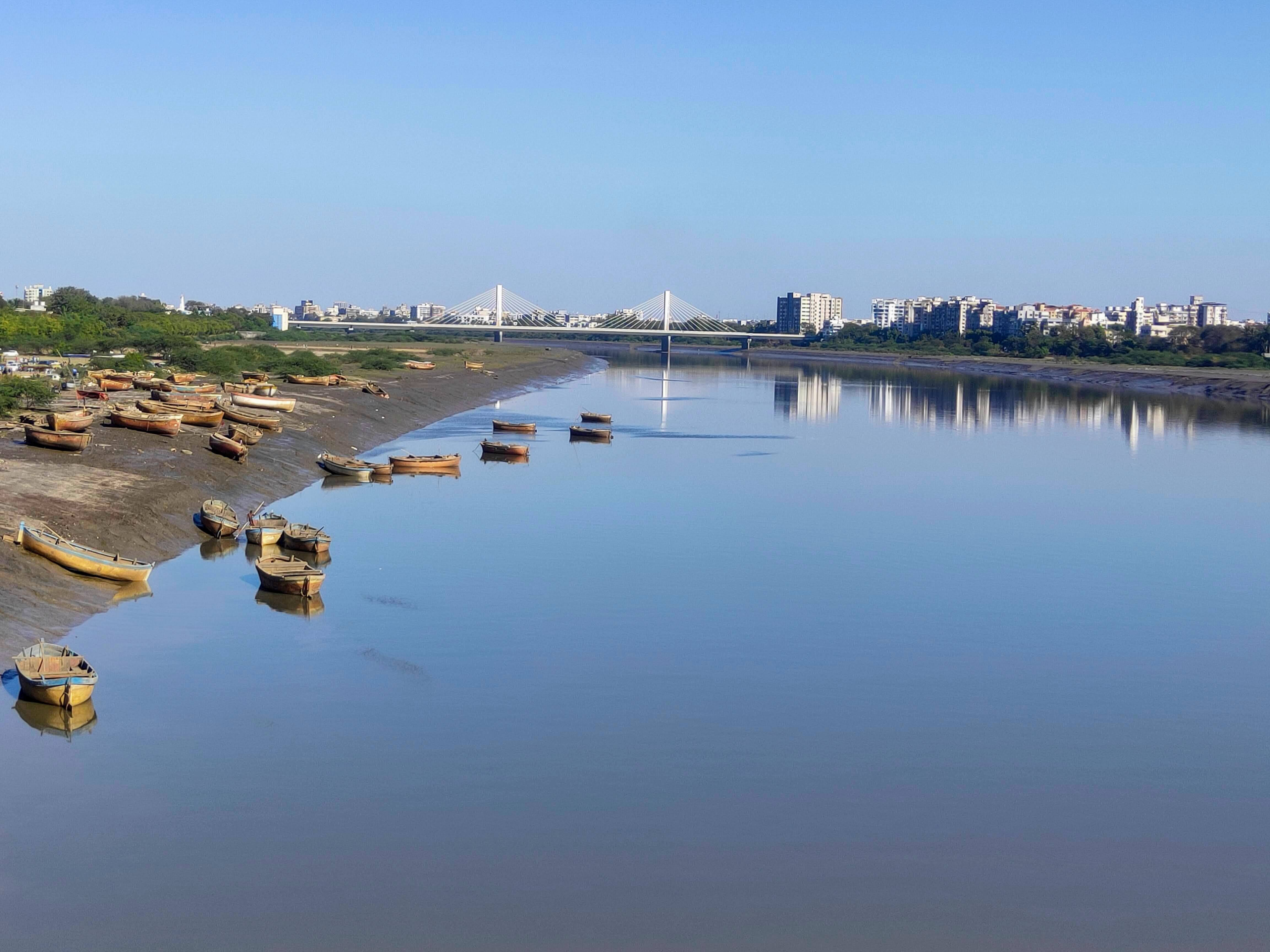
Taptifloden vid Surat.

Tapti [ta'pti] är en flod på västra delen av Indiska halvön, som rinner upp på Mahadeobergen sydöst om staden Betul i delstaten Madhya Pradesh. Tapti flyter mot väst söder om och nästan parallellt med Narmada mellan Satpurabergen och norra delen av västra Ghats samt faller ut genom ett brett estuarium i Cambaybukten nedanför Surat. Flodens längd är omkring 720 kilometer, varav omkring 300 kilometer från mynningen är farbara med mindre farkoster. Nederbördsområdet är omkring 77 800 kvadratkilometer. Tapti är helig för hinduer.